# Starry Night (Modern Family)
Starry Night é o décimo oitavo episódio da primeira temporada da série Modern Family. O episódio foi exibido originalmente pela ABC no dia 24 de Março de 2010 nos EUA.

## Sinopse
Claire e Phil tentam não ajudar Luke em um projeto da escola tentando estimular Luke a ser criativo e responsável; Gloria e Cameron saem durante a noite para poderem se divertir e Cameron tenta ser o mais "latino" o possível. Mitchell, Jay e Manny saem para ver cometas, Mitchell é atacado por um gambá e Jay dá conselhos errados em como é ter um irmão.

## Críticas
Na sua transmissão original americana, "Starry Night" ganhou uma classificação 3,7 entre os adultos com idades entre 18 e 49 e foi visto por 9.050.000 de telespectadores. O episódio caiu um pouco em relação a sua classificação comparado com o episódio anterior. Danny Zucker foi nomeado ao' prêmio de escritor no Writers Guild of America Award e enfrentou outros 6 programas incluindo o episódio de Modern Family, "Earthquake".
O episódio recebeu críticas em sua maioria positivas. Robert Canning da IGN deu o episódio um 9,5/10 dizendo que era "incrível" e que "Starry Night" foi um episódio quase perfeito de Modern Family. As histórias eram grandes e amarradas de uma forma muito divertida. Jason Hughes de TV Squad deu ao episódio uma crítica positiva, dizendo que a dinâmica mudou "funcionou melhor do que qualquer um poderia esperar." Ele admiravou Ty Burrell (Phil). Lesley Savage da Entertainment Weekly fez uma resenha positiva dizendo que o episódio foi "tão fantástico". Ela realmente gostou do desempenho de Cameron no episódio, citando suas vespas e afirmando que "... se eu tivesse que escolher um para levar para casa para assistir televisão comigo todas as noites, seria Cameron".